# Replicação por círculo rolante

A replicação por círculo rolante produz múltiplas cópias de um único molde circular.

A replicação por círculo rolante diz respeito a um processo de replicação unidirecional do ácido nucléico que pode rapidamente sintetizar múltiplas cópias de moléculas circulares de DNA e RNA, como plasmídios, genomas de bacteriófagos e o genoma circular do RNA de vírus. Alguns vírus de células eucarióticas também podem replicar seus DNAs através de um mecanismo de círculo rolante.

## Virologia
Alguns vírus replicam seu DNA em células hospedeiras através da replicação por círculo rolante. Por exemplo, o herpesvírus-6 humano (HHV-6) expressa um grupo de genes jovens que se acredita envolvidos por esse processo. Os concatâmaros longos resultantes são subsequentemente cortados entre as regiões pac-1 e pac-2 do genoma do HHV-6 por ribozimas quando são embalados em vírions individuais.